# Liste des chapitres d'Air Gear

Cet article est un complément de l’article sur le manga Air Gear. Il contient la liste des volumes du manga parus en presse, avec les chapitres qu’ils contiennent.

## Éditions

### Édition japonaise
- Édition : Kōdansha
- Statut : terminée
- Nombre de volumes sortis : 37
- Prépublication : Weekly Shōnen Magazine

### Édition française
- Édition : Pika Édition
- Statut : terminée
- Nombre de volumes : 37
- Format : 120 mm × 180 mm
- Pages : 192 (par volume)

## Liste des volumes

### Tomes 1 à 10
| no | Japonais         | Japonais          | Français         | Français          |
| no | Date de sortie   | ISBN              | Date de sortie   | ISBN              |
| --- | ---------------- | ----------------- | ---------------- | ----------------- |
| 1 | 16 mai 2003      | 978-4-06-363242-2 | 15 novembre 2006 | 978-2-84599-668-7 |
| Couverture : Ikki Pages : 208 + 8 pages couleursListe des chapitres : - Trick:1 - Trick:2 - Trick:3 - Trick:4 - Trick:5                                                             |                  |                   |                  |                   |
| 2 | 17 juin 2003     | 978-4-06-363266-8 | 24 janvier 2007  | 978-2-84599-689-2 |
| Couverture : Ikki et Simca Pages : 208Liste des chapitres : - Trick:6 - Trick:7 - Trick:8 - Trick:9 - Trick:10 - Trick:11 - Trick:12 - Trick:13 - Trick:14                          |                  |                   |                  |                   |
| 3 | 17 octobre 2003  | 978-4-06-363303-0 | 21 mars 2007     | 978-2-84599-704-2 |
| Couverture : Ringo Pages : 224Liste des chapitres : - Trick:15 - Trick:16 - Trick:17 - Trick:18 - Trick:19 - Trick:20 - Trick:21 - Trick:22 - Trick:23                              |                  |                   |                  |                   |
| 4 | 17 décembre 2003 | 978-4-06-363325-2 | 16 mai 2007      | 978-2-84599-725-7 |
| Couverture : Mikan et Ume Pages : 208Liste des chapitres : - Trick:24 - Trick:25 - Trick:26 - Trick:27 - Trick:28 - Trick:29 - Trick:30 - Trick:31 - Trick:32                       |                  |                   |                  |                   |
| 5 | 17 mars 2004     | 978-4-06-363347-4 | 11 juillet 2007  | 978-2-84599-747-9 |
| Couverture : Agito Pages : 208Liste des chapitres : - Trick:33 - Trick:34 - Trick:35 - Trick:36 - Trick:37 - Trick:38 - Trick:39 - Trick:40 - Trick:41                              |                  |                   |                  |                   |
| 6 | 17 mai 2004      | 978-4-06-363370-2 | 17 octobre 2007  | 978-2-84599-773-8 |
| Couverture : Ringo Pages : 208Liste des chapitres : - Trick:42 - Trick:43 - Trick:44 - Trick:45 - Trick:46 - Trick:47 - Trick:48 - Trick:49 - Trick:50                              |                  |                   |                  |                   |
| 7 | 12 août 2004     | 978-4-06-363415-0 | 12 décembre 2007 | 978-2-84599-795-0 |
| Couverture : Les Kogarasu Maru Pages : 208Liste des chapitres : - Trick:51 - Trick:52 - Trick:53 - Trick:54 - Trick:55 - Trick:56 - Trick:57 - Trick:58 - Trick:59                  |                  |                   |                  |                   |
| 8 | 17 novembre 2004 | 978-4-06-363450-1 | 6 février 2008   | 978-2-84599-824-7 |
| Couverture : Akira, Ryô, Mitsuru, Aiôn et Fûmei Pages : 208Liste des chapitres : - Trick:60 - Trick:61 - Trick:62 - Trick:63 - Trick:64 - Trick:65 - Trick:66 - Trick:67 - Trick:68 |                  |                   |                  |                   |
| 9 | 17 février 2005  | 978-4-06-363486-0 | 9 avril 2008     | 978-2-84599-847-6 |
| Couverture : Kaito et Agito Pages : 208Liste des chapitres : - Trick:69 - Trick:70 - Trick:71 - Trick:72 - Trick:73 - Trick:74 - Trick:75 - Trick:76 - Trick:77                     |                  |                   |                  |                   |
| 10 | 17 mai 2005      | 978-4-06-363528-7 | 4 juin 2008      | 978-2-84599-874-2 |
| Couverture : Simca et Ikki Pages : 224Liste des chapitres : - Trick:78 - Trick:79 - Trick:80 - Trick:81 - Trick:82 - Trick:83 - Trick:84 - Trick:85 - Trick:86                      |                  |                   |                  |                   |

### Tomes 11 à 20
| no | Japonais          | Japonais          | Français          | Français          |
| no | Date de sortie    | ISBN              | Date de sortie    | ISBN              |
| --- | ----------------- | ----------------- | ----------------- | ----------------- |
| 11 | 17 août 2005      | 978-4-06-363562-1 | 10 septembre 2008 | 978-2-84599-912-1 |
| Couverture : Ringo Pages : 208Liste des chapitres : - Trick:87 - Trick:88 - Trick:89 - Trick:90 - Trick:91 - Trick:92 - Trick:93 - Trick:94 - Trick:95 |                   |                   |                   |                   |
| 12 | 16 décembre 2005  | 978-4-06-363613-0 | 5 novembre 2008   | 978-2-84599-943-5 |
| Couverture : Ringo Pages : 208Liste des chapitres : - Trick:96 - Trick:97 - Trick:98 - Trick:99 - Trick:100 - Trick:101 - Trick:102 - Trick:103 - Trick:104 |                   |                   |                   |                   |
| 13 | 17 mars 2006      | 978-4-06-363639-0 | 21 janvier 2009   | 978-2-84599-985-5 |
| Couverture : Agito et Akito Pages : 208Liste des chapitres : - Trick:105 - Trick:106 - Trick:107 - Trick:108 - Trick:109 - Trick:110 - Trick:111 - Trick:112 - Trick:113 |                   |                   |                   |                   |
| 14 | 16 juin 2006      | 978-4-06-363678-9 | 18 mars 2009      | 978-2-8116-0014-3 |
| Couverture : Les Kogarasu Maru Pages : 208Liste des chapitres : - Trick:114 - Trick:115 - Trick:116 - Trick:117 - Trick:118 - Trick:119 - Trick:120 - Trick:121 - Trick:122 |                   |                   |                   |                   |
| 15 | 15 septembre 2006 | 978-4-06-363717-5 | 6 mai 2009        | 978-2-8116-0043-3 |
| Couverture : Aiôn Pages : 208Liste des chapitres : - Trick:123 - Trick:124 - Trick:125 - Trick:126 - Trick:127 - Trick:128 - Trick:129 - Trick:130 - Trick:131 - Trick:132 |                   |                   |                   |                   |
| 16 | 17 janvier 2007   | 978-4-06-363775-5 | 1er juillet 2009  | 978-2-8116-0076-1 |
| Couverture : Kururu, Hako et Konomi Pages : 208Liste des chapitres : - Trick:133 - Trick:134 - Trick:135 - Trick:136 - Trick:137 - Trick:138 - Trick:139 - Trick:140 - Trick:141 - Trick:142 - Trick:143                                                                        |                   |                   |                   |                   |
| 17 | 17 avril 2007     | 978-4-06-363816-5 | 9 septembre 2009  | 978-2-8116-0104-1 |
| Couverture : Ringo Pages : 208Liste des chapitres : - Trick:144 - Trick:145 - Trick:146 - Trick:147 - Trick:148 - Trick:149 - Trick:150 - Trick:151 - Trick:152 - Trick:153 - Trick:154 - Trick:155                                                                             |                   |                   |                   |                   |
| 18 | 17 août 2007      | 978-4-06-363865-3 | 4 novembre 2009   | 978-2-8116-0134-8 |
| Couverture : Spit Fire Pages : 208Liste des chapitres : - Trick:156 - Trick:157 - Trick:158 - Trick:159 - Trick:160 - Trick:161 - Trick:162 - Trick:163 - Trick:164 - Trick:165                                                                                                 |                   |                   |                   |                   |
| 19 | 16 novembre 2007  | 978-4-06-363909-4 | 6 janvier 2010    | 978-2-8116-0198-0 |
| Couverture : Kururu et Buccha Pages : 208Liste des chapitres : - Trick:166 - Trick:167 - Trick:168 - Trick:169 - Trick:170 - Trick:171 - Trick:172 - Trick:173 - Trick:174 - Trick:175                                                                                          |                   |                   |                   |                   |
| 20 | 17 mars 2008      | 978-4-06-363960-5 | 3 mars 2010       | 978-2-8116-0230-7 |
| Extra : Dans la version japonaise, le tome 20 (ISBN 978-4-06-362101-3) est sorti en édition limitée. Couverture : Ikki Pages : 208Liste des chapitres : - Trick:176 - Trick:177 - Trick:178 - Trick:179 - Trick:180 - Trick:181 - Trick:182 - Trick:183 - Trick:184 - Trick:185 |                   |                   |                   |                   |

### Tomes 21 à 30
| no | Japonais          | Japonais          | Français           | Français          |
| no | Date de sortie    | ISBN              | Date de sortie     | ISBN              |
| --- | ----------------- | ----------------- | ------------------ | ----------------- |
| 21 | 17 juin 2008      | 978-4-06-363996-4 | 5 mai 2010         | 978-2-8116-0268-0 |
| Extra : Dans la version japonaise, le tome 21 (ISBN 978-4-06-362115-0) est sorti en édition limitée. Couverture : Agito Pages : 208Liste des chapitres : - Trick:186 - Trick:187 - Trick:188 - Trick:189 - Trick:190 - Trick:191 - Trick:192 - Trick:193 - Trick:194 - Trick:195 - Trick:196                                                                         |                   |                   |                    |                   |
| 22 | 17 septembre 2008 | 978-4-06-384036-0 | 7 juillet 2010     | 978-2-8116-0303-8 |
| Couverture : Kazu et Ikki Pages : 224Liste des chapitres : - Trick:197 - Trick:198 - Trick:199 - Trick:200 - Trick:201 - Trick:202 - Trick:203 - Trick:204 - Trick:205 - Trick:206 - Trick:207 |                   |                   |                    |                   |
| 23 | 17 décembre 2008  | 978-4-06-384082-7 | 1er septembre 2010 | 978-2-8116-0334-2 |
| Couverture : Emiri Pages : 208Liste des chapitres : - Trick:208 - Trick:209 - Trick:210 - Trick:211 - Trick:212 - Trick:213 - Trick:214 - Trick:215 - Trick:216 - Trick:217 |                   |                   |                    |                   |
| 24 | 17 mars 2009      | 978-4-06-384109-1 | 2 novembre 2010    | 978-2-8116-0371-7 |
| Couverture : Les Kogarasu Maru Pages : 208Liste des chapitres : - Trick:218 - Trick:219 - Trick:220 - Trick:221 - Trick:222 - Trick:223 - Trick:224 - Trick:225 - Trick:226 - Trick:227 |                   |                   |                    |                   |
| 25 | 17 juin 2009      | 978-4-06-384144-2 | 5 janvier 2011     | 978-2-8116-0403-5 |
| Couverture : Benkei Pages : 192Liste des chapitres : - Trick:228 - Trick:229 - Trick:230 - Trick:231 - Trick:232 - Trick:233 - Trick:234 - Trick:235 - Trick:236 - Trick:237 |                   |                   |                    |                   |
| 26 | 17 septembre 2009 | 978-4-06-384183-1 | 2 mars 2011        | 978-2-8116-0429-5 |
| Couverture : Kilik Pages : 192Liste des chapitres : - Trick:238 - Trick:239 - Trick:240 - Trick:241 - Trick:242 - Trick:243 - Trick:244 - Trick:245 - Trick:246 - Trick:247 |                   |                   |                    |                   |
| 27 | 17 décembre 2009  | 978-4-06-384220-3 | 4 mai 2011         | 978-2-8116-0459-2 |
| Couverture : Kururu, Ringo, Emiri, Yayoi Pages : 192Liste des chapitres : - Trick:248 - Trick:249 - Trick:250 - Trick:251 - Trick:252 - Trick:253 - Trick:254 - Trick:255 - Trick:256 - Trick:257 |                   |                   |                    |                   |
| 28 | 16 avril 2010     | 978-4-06-384279-1 | 29 juin 2011       | 978-2-8116-0498-1 |
| Couverture : Les Kogarasu Maru Pages : 192Liste des chapitres : - Trick:258 - Trick:259 - Trick:260 - Trick:261 - Trick:262 - Trick:263 - Trick:264 - Trick:265 - Trick:266 - Trick:267 |                   |                   |                    |                   |
| 29 | 16 juin 2010      | 978-4-06-384325-5 | 7 septembre 2011   | 978-2-8116-0527-8 |
| Couverture : Ringo Pages : 192Liste des chapitres : - Trick:268 - Trick:269 - Trick:270 - Trick:271 - Trick:272 - Trick:273 - Trick:274 - Trick:275 - Trick:276 - Trick:277 |                   |                   |                    |                   |
| 30 | 17 novembre 2010  | 978-4-06-384394-1 | 3 novembre 2011    | 978-2-8116-0560-5 |
| Extra : Dans la version japonaise, le tome 30 (ISBN 978-4-06-358323-6) est sorti en édition limitée comprenant le DVD du 1er OAV « Kogarasu Maru et Sleeping Forest -Break on the Sky- ». Couverture : Ikki Pages : 192Liste des chapitres : - Trick:278 - Trick:279 - Trick:280 - Trick:281 - Trick:282 - Trick:283 - Trick:284 - Trick:285 - Trick:286 - Trick:287 |                   |                   |                    |                   |

### Tomes 31 à 37 + épilogue
| no | Japonais          | Japonais          | Français         | Français          |
| no | Date de sortie    | ISBN              | Date de sortie   | ISBN              |
| --- | ----------------- | ----------------- | ---------------- | ----------------- |
| 31 | 17 mars 2011      | 978-4-06-384457-3 | 4 janvier 2012   | 978-2-8116-0600-8 |
| Extra : Dans la version japonaise, le tome 31 (ISBN 978-4-06-358331-1) est sorti en édition limitée comprenant le DVD du 2e OAV « Kogarasu Maru et Sleeping Forest -Break on the Sky- ». Couverture : Charlotte Pages : 192Liste des chapitres : - Trick:288 - Trick:289 - Trick:290 - Trick:291 - Trick:292 - Trick:293 - Trick:294 - Trick:295 - Trick:296 - Trick:297           |                   |                   |                  |                   |
| 32 | 17 juin 2011      | 978-4-06-384501-3 | 29 février 2012  | 978-2-8116-0631-2 |
| Extra : Dans la version japonaise, le tome 32 (ISBN 978-4-06-358332-8) est sorti en édition limitée comprenant le DVD du 3e OAV « Kogarasu Maru et Sleeping Forest -Break on the Sky- ». Couverture : Arthur et Charlotte Pages : 192Liste des chapitres : - Trick:298 - Trick:299 - Trick:300 - Trick:301 - Trick:302 - Trick:303 - Trick:304 - Trick:305 - Trick:306 - Trick:307 |                   |                   |                  |                   |
| 33 | 16 septembre 2011 | 978-4-06-384550-1 | 1er juin 2012    | 978-2-8116-0697-8 |
| Couverture : Kazu Pages : 192Liste des chapitres : - Trick:308 - Trick:309 - Trick:310 - Trick:311 - Trick:312 - Trick:313 - Trick:314 - Trick:315 - Trick:316 - Trick:317 |                   |                   |                  |                   |
| 34 | 16 décembre 2011  | 978-4-06-384596-9 | 5 septembre 2012 | 978-2-8116-0943-6 |
| Couverture : Kururu Pages : 192Liste des chapitres : - Trick:318 - Trick:319 - Trick:320 - Trick:321 - Trick:322 - Trick:323 - Trick:324 - Trick:325 - Trick:326 - Trick:327 |                   |                   |                  |                   |
| 35 | 16 mars 2012      | 978-4-06-384640-9 | 5 décembre 2012  | 978-2-8116-1016-6 |
| Couverture : Sora Pages : 192Liste des chapitres : - Trick:328 - Trick:329 - Trick:330 - Trick:331 - Trick:332 - Trick:333 - Trick:334 - Trick:335 - Trick:336 - Trick:337 |                   |                   |                  |                   |
| 36 | 15 juin 2012      | 978-4-06-384685-0 | 30 janvier 2013  | 978-2-8116-1073-9 |
| Couverture : Ringo et Ikki Pages : 208Liste des chapitres : - Trick:338 - Trick:339 - Trick:340 - Trick:341 - Trick:342 - Trick:343 - Trick:344 - Trick:345 - Trick:346 - Trick:347 |                   |                   |                  |                   |
| 37 | 17 juillet 2012   | 978-4-06-384702-4 | 3 avril 2013     | 978-2-8116-1033-3 |
| Couverture : Les Kogarasu Maru Pages : 208Liste des chapitres : - Trick:348 - Trick:349 - Trick:350 - Trick:351 - Trick:352 - Trick:353 - Trick:354 - Trick:355 - Trick:356 - Trick:357 |                   |                   |                  |                   |
| Épilogue |                   |                   |                  |                   |
| Liste des chapitres : - Trick:358, paru dans le Weekly Shonen Magazine du 23 décembre 2015. |                   |                   |                  |                   |

### Kōdansha BOOKS
1. 1 2  Tome 1
2. 1 2  Tome 2
3. 1 2  Tome 3
4. 1 2  Tome 4
5. 1 2  Tome 5
6. 1 2  Tome 6
7. 1 2  Tome 7
8. 1 2  Tome 8
9. 1 2  Tome 9
10. 1 2  Tome 10
11. 1 2  Tome 11
12. 1 2  Tome 12
13. 1 2  Tome 13
14. 1 2  Tome 14
15. 1 2  Tome 15
16. 1 2  Tome 16
17. 1 2  Tome 17
18. 1 2  Tome 18
19. 1 2  Tome 19
20. 1 2  Tome 20
21. 1 2  Tome 21
22. 1 2  Tome 22
23. 1 2  Tome 23
24. 1 2  Tome 24
25. 1 2  Tome 25
26. 1 2  Tome 26
27. 1 2  Tome 27
28. 1 2  Tome 28
29. 1 2  Tome 29
30. 1 2  Tome 30
31. 1 2  Tome 31
32. 1 2  Tome 32
33. 1 2  Tome 33
34. 1 2  Tome 34
35. 1 2  Tome 35
36. 1 2  Tome 36
37. 1 2  Tome 37

### Pika Édition
1. 1 2  Tome 1
2. 1 2  Tome 2
3. 1 2  Tome 3
4. 1 2  Tome 4
5. 1 2  Tome 5
6. 1 2  Tome 6
7. 1 2  Tome 7
8. 1 2  Tome 8
9. 1 2  Tome 9
10. 1 2  Tome 10
11. 1 2  Tome 11
12. 1 2  Tome 12
13. 1 2  Tome 13
14. 1 2  Tome 14
15. 1 2  Tome 15
16. 1 2  Tome 16
17. 1 2  Tome 17
18. 1 2  Tome 18
19. 1 2  Tome 19
20. 1 2  Tome 20
21. 1 2  Tome 21
22. 1 2  Tome 22
23. 1 2  Tome 23
24. 1 2  Tome 24
25. 1 2  Tome 25
26. 1 2  Tome 26
27. 1 2  Tome 27
28. 1 2  Tome 28
29. 1 2  Tome 29
30. 1 2  Tome 30
31. 1 2  Tome 31
32. 1 2  Tome 32
33. 1 2  Tome 33
34. 1 2  Tome 34
35. 1 2  Tome 35
36. 1 2  Tome 36
37. 1 2  Tome 37